# It's Alive 1974-1996
It's Alive 1974–1996 es un DVD en directo de Ramones. Salió a la venta el primero de octubre de 2007 por Rhino Records. Contiene dos discos en los cuales se encuentran 118 canciones tomadas de 33 presentaciones de la banda en vivo en 8 países diferentes; desde 1974 hasta 1996. La mayoría de las actuaciones son en conciertos en directo, pero algunas son presentaciones en shows televisivos como The Old Grey Whistle Test y Top of the Pops. El material adicional con el cual cuenta el disco uno incluye entrevistas, fotos enviadas por fanes y mánager, y videos musicales raros, como los de "It's Not My Place (In The 9 To 5 World)", "The KKK Took My Baby Away" y "Somebody Put Something In My Drink (Rough Cut)".

## Grabaciones y datos de las fechas

### Disco uno
- Tracks 1 – 3 registrados en CBGB en Nueva York, USA el 15 de septiembre de 1974.
- Tracks 4 and 5 registrados en Max's Kansas City en New York, New York, USA el 18 de abril de 1976.
- Track 6 registrados en The Club en Cambridge, Massachusetts, USA el 12 de mayo de 1976.
- Tracks 7 and 8 registrados en Max's Kansas City en New York, New York, USA el 8 de octubre de 1976.
- Tracks 9 and 10 registrados en My Father's Place in Roslyn, New York, USA el 13 de abril de 1977.
- Tracks 11 – 18 registrados en CBGB en New York, New York, USA el 11 de junio de 1977.
- Tracks 19 and 20 registrados en The Second Chance en Ann Arbor, Míchigan, USA el 26 de junio de 1977.
- Tracks 21 and 22 registrados en The Ivanhoe Theater en Chicago, Illinois, USA el 6 de julio de 1977.
- Tracks 23 and 24 registrados en el primero show en The Armadillo en Austin, Texas, USA el 14 de julio de 1977.
- Tracks 25 – 27 registrados en el primero show en The Armadillo en Austin, Texas, USA el 14 de julio de 1977.
- Tracks 28 – 30 registrados en Liberty Hall en Houston, Texas, USA el 15 de julio de 1977.
- Tracks 31 and 32 registrados en Liberty Hall en Houston, Texas, USA el 16 de julio de 1977.
- Tracks 33 – 36 registrados en Don Kirshner's Rock Concert en Los Angeles, CA, USA el 9 de agosto de 1977.
- Tracks 37 – 39 registrados en The Camera Mart Stages en New York, New York, USA el 3 de septiembre de 1977.
- Tracks 40 – 53 registrados en The Rainbow Theatre en Londres, Inglaterra el 31 de diciembre de 1977.

### Disco dos
- Tracks 1 – 11 registrados en Musikladen en Bremen, Alemania el 13 de septiembre de 1978.
- Tracks 12 – 14 registrados en The Old Grey Whistle Test en Londres, Inglaterra el 19 de septiembre de 1978.
- Track 15 registrados en Top of the Pops en Londres, Inglaterra el 28 de septiembre de 1978.
- Tracks 16 y 17 registrados en Oakland, California, USA el 28 de diciembre de 1978.
- Tracks 18 – 20 registrados en Civic Center en San Francisco, California, USA el 9 de junio de 1979.
- Tracks 21 y 22 registrados en The Old Grey Whistle Test en Londres, Inglaterra el 15 de enero de 1980.
- Track 23 registrados en Top of the Pops en Londres, Inglaterra el 31 de enero de 1980.
- Track 24 registrados en Sha Na Na en Los Ángeles, California, USA el 19 de mayo de 1980.
- Track 25 registrados en Mandagsborsen en Estocolmo, Suecia el 26 de octubre de 1981.
- Tracks 26 y 27 registrados en TVE Musical Express en Madrid, España el 17 de noviembre de 1981.
- Tracks 28 – 36 registrados en US Festival en San Bernardino, California, USA el 3 de septiembre de 1982.
- Tracks 37 y 38 registrados en The Old Grey Whistle Test en Londres, Inglaterra el 26 de febrero de 1985.
- Tracks 39 – 45 registrados en Obras Sanitarias en Buenos Aires, Argentina el 3 de febrero de 1987.
- Tracks 46 – 53 registrados en Provinssirock Festival en Seinäjoki, Finlandia el 4 de junio de 1988.
- Tracks 54 y 55 registrados en Rochester Institute of Technology en Rochester, New York, USA el 8 de octubre de 1988.
- Tracks 56 – 62 registrados en Rolling Stone Club in Milan, Italia el 16 de marzo de 1992.
- Track 63 registrados en Top of the Pops en Londres, Inglaterra el 29 de junio de 1995.
- Tracks 64 y 66 registrados en River Plate Stadium – Estadio Antonio V. Liverti en Buenos Aires, Argentina el 16 de marzo de 1996.

## Lista de canciones

### Disco uno
| 1. "Now I Wanna Sniff Some Glue" 2. "I Don’t Wanna Go Down to the Basement" 3. "Judy Is a Punk" 4. "I Wanna Be Your Boyfriend" 5. "53rd & 3rd" 6. "Chain Saw" 7. "Havana Affair" 8. "Listen to My Heart" 9. "I Remember You" 10. "Carbona Not Glue" 11. "Blitzkrieg Bop" 12. "Sheena Is a Punk Rocker" 13. "Beat on the Brat" 14. "Now I Wanna Sniff Some Glue" 15. "Rockaway Beach" 16. "Cretin Hop" 17. "Oh Oh I Love Her So" 18. "Today Your Love, Tomorrow the World" | 1. "Rockaway Beach" 2. "Carbona Not Glue" 3. "Pinhead" 4. "Suzy Is a Headbanger" 5. "Commando" 6. "I Wanna Be Your Boyfriend" 7. "Now I Wanna Be a Good Boy" 8. "53rd & 3rd" 9. "Today Your Love, Tomorrow the World" 10. "Loudmouth" 11. "I Remember You" 12. "Gimme Gimme Shock Treatment" 13. "Oh Oh I Love Her So" 14. "Today Your Love, Tomorrow the World" 15. "Loudmouth" 16. "Judy Is a Punk" 17. "Glad to See You Go" 18. "Gimme Gimme Shock Treatment" | 1. "Swallow My Pride" 2. "Pinhead" 3. "Sheena Is a Punk Rocker" 4. "Blitzkrieg Bop" 5. "I Wanna Be Well" 6. "Glad to See You Go" 7. "You’re Gonna Kill That Girl" 8. "Commando" 9. "Havana Affair" 10. "Cretin Hop" 11. "Listen to My Heart" 12. "I Don’t Wanna Walk Around With You" 13. "Pinhead" 14. "Do You Wanna Dance?" 15. "Now I Wanna Be a Good Boy" 16. "Now I Wanna Sniff Some Glue" 17. "We’re a Happy Family" |

### Disco dos
| 1. "Rockaway Beach" 2. "Teenage Lobotomy" 3. "Blitzkrieg Bop" 4. "Don’t Come Close" 5. "I Don’t Care" 6. "She’s the One" 7. "Sheena Is a Punk Rocker" 8. "Cretin Hop" 9. "Listen to My Heart" 10. "I Don’t Wanna Walk Around With You" 11. "Pinhead" 12. "Don’t Come Close" 13. "She’s the One" 14. "Go Mental" 15. "Don’t Come Close" 16. "I’m Against It" 17. "Needles and Pins" 18. "I Want You Around" 19. "I’m Affected" 20. "California Sun" 21. "Rock ‘n’ Roll High School" 22. "Do You Remember Rock 'n' Roll Radio?" | 1. "Baby I Love You" 2. "Rock ‘n’ Roll High School" 3. "We Want the Airwaves" 4. "This Business Is Killing Me" 5. "All Quiet on the Eastern Front" 6. "Do You Remember Rock ‘n’ Roll Radio?" 7. "Gimme Gimme Shock Treatment" 8. "Rock ‘n’ Roll High School" 9. "I Wanna Be Sedated" 10. "Beat on the Brat" 11. "The KKK Took My Baby Away" 12. "Here Today, Gone Tomorrow" 13. "Chinese Rocks" 14. "Teenage Lobotomy" 15. "Wart Hog" 16. "Chasing the Night" 17. "Blitzkrieg Bop" 18. "Freak Of Nature" 19. "Crummy Stuff" 20. "Love Kills" 21. "I Don’t Care" 22. "Too Tough to Die" | 1. "Mama’s Boy" 2. "I Don’t Want You Anymore" 3. "Weasel Face" 4. "Garden Of Serenity" 5. "I Just Want to Have Something to Do" 6. "Surfin’ Bird" 7. "Cretin Hop" 8. "Somebody Put Something in My Drink" 9. "We’re a Happy Family" 10. "Do You Remember Rock ’n’ Roll Radio?" 11. "Wart Hog" 12. "Psycho Therapy" 13. "I Believe in Miracles" 14. "I Wanna Live" 15. "My Brain Is Hanging Upside Down (Bonzo Goes To Bitburg)" 16. "Pet Sematary" 17. "Animal Boy" 18. "Pinhead" 19. "I Don’t Wanna Grow Up" 20. "I Wanna Be Sedated" 21. "R.A.M.O.N.E.S." 22. "Blitzkrieg Bop" |